# Luchthaven Salak
Luchthaven Salak (IATA: MVR, ICAO: FKKR) is een luchthaven ongeveer ten zuidwesten van Maroua in Kameroen, vlak bij de stad Salak.

## Luchtvaartmaatschappijen en bestemmingen
- Camairco - Douala
- Air Leasing Cameroon - Douala